# Amortajamiento
El amortajamiento es una técnica para tratar a un cadáver, normalmente realizado por un enfermero o embalsamadores profesionales como los nōkanshi (納棺師?), en Japón.
Este procedimiento sucede luego de la muerte de la persona y en algunas culturas es un ritual importante para la preparación del cuerpo.